# Вище стін Землі
«Вище стін Землі» (англ. Up the Walls of the World) — науково-фантастичний роман Еліс Шелдон (писала під псевдонімом Джеймс Тіптрі-молодший), виданий у 1978 році. Це був перший роман, який вона опублікувала, до цього створювала й підтримувала репутацію лише як автор оповідань.
Зі всесвіту, в якому можливі парапсихологічні явища, намагається вторгнутися на сучасну Землю істоти з телепатичними можливостями, які походять з планети Тирі. Розповідь ведеться в трьох різних світах, які переплітаються в продовженні історії.

## Світи
Події роану відбуваються в трьох різноманітних світах.

### Земля
Частина роману, події якого розгортаються на Землі, в основному, відбуваються на американській військовій базі, Деерфілд, штат якого був в основному звільнений, щоб провести експеримент з перевірки наукової діяльності, яку проводив доктор Ной Кетедж у галузі парапсихології (псі).

### Тирі
Тирі — газоподібний гігант, населений надзвичайно розумним і мирним видом. З появою великих мантійних променів з підкресленим статевим диморфізмом тирінці є яйцеподібними й спілкуються телепатично та візуально, змінюючи колір мантії. Розвиваючись у зовнішніх та вітряних шарах планети, вони поступово колонізували глибини атмосфери рідної планети, але ніколи не доходили до її поверхні. Суспільство має чіткий гендерний розподіл: найважливішу роль відіграють чоловіки, які повинні піклуватися про яйце та розведення дітей (батьківство); самки, фізично більш слабкі, регулюють торгівлю, закуповують їжу та досліджують планету.
Особливим значенням у суспільстві тирійців є завдання слухачів, які зі своїх положень на кінцях (верхньому і нижньому) полярних шарів атмосфери спостерігають за «денними супутниками» (зірками) та шукають ознаки інших цивілізацій. Завдяки цій активності вони усвідомлюють як загрозу своєму світу, так і людському суспільству на Землі, представлену «Руйнівником».

### Космічний простір
В міжзоряному просторі вищевказаний суб'єкт існував з незапам'ятних часів, він цілком втратив знання мети своєї раси і подорожував, як «Руйнівник», до поступового пришвидшення розвитку зірок, з якими стикається при проходженні поряд, прискорюючи їх еволюцію в планетарні туманності або викликаючи їх розпад на міжзоряні газові хмари.
Сам Руйнівник — «величезний, чорний і майже нематеріальний», трохи щільніший, ніж міжзоряна порожнеча та складається з незліченної кількості вузлових з'єднань.

## Сюжет
На Землі доктор Ноа Катледж проводить дослідження з парапсихології (псі) в рамках проекту «Полімер», який фінансується Міністерством оборони США. Лікар визначив групу з семи піддослідних — Кріс Костакіс, Фредеріка Кресінеллі, Рік та Рон Ваксмани, Тед Йост, Валері Алгрен та Вайнона Ебергард, які, на його думку, мають високий потенціал у псі, в ході своїх експериментів Ноа намагається досягти телепатичного спілкування між ними, в той же час піддослідні розділені в різних приміщеннях його лабораторії. У цих дослідженнях Катледжу допомагають доктор Деніел Данн (головний оповідач роману), лікар-керівник під час експериментів, помічник в роботі з комп'ютнром Маргарет Омалі та лейтенант флоту Кендалл Кірк, який відповідає за бюрократичне керівництво та зв'язок з військовим командуванням.
Досягнувши певних результатів, доктор Катледж має намір продемонструвати ефективність своїх досліджень Міністерству оборони й організовує з цією метою досить простий експеримент: Рон Ваксман, найсильніший телепат в групі з семи псі-обдарованих піддослідних, вирушає на атомний підводний човен і буде телепатично спілкуватися за допомогою трьох аркушів зі своїми п'ятьма супутниками та братом Роном (який буде виступати в якості приймача), розміщений на військовій базі Дірфілд, для того щоб кожна фаза могла суворо контролюватися. Зі скептицизмом Деніел Данн готовий допомогти, сподіваючись, що Катледж отримає хоча б неоднозначні результати, що може гарантувати продовження досліджень.
Фактично, завдяки доктору Данн знайшов сенс життя в роботі Катледжа, після того як пережив пожежу, в якій загаинула сім'я лейтенанта. Проте, щоб заглушити глибоке почуття провини, він постійно звертається до наркотиків. Поступово він починає проявляти інтерес до молодої міс Омалі, яка у відповідь на це підтримує прохолодне ставлення до нього. Незвичайна хвороба жінки, незадовго до від'їзду в Дірфілд, зближує їх.
Прибуття в Дірфілд викликає занепокоєння серед членів групи, які чітко усвідомлюють, що вони тримаються окремо від військового персоналу й відчувають загрозу, від майора Фірінга, відправленого для нагляду за експериментом. Він той, хто поступово вимагає встановлення серії перешкод, які демонструють страх, більше, ніж надію, з якою військові дивляться на успіх цього експерименту.
На Тирі Тидонель (наративний персонаж) щойно закінчив тривалу дослідницьку фазу диких земель. Він повинен повернутися до глибин планети, населеної своїми людьми, але Тижонель вважає за краще звернутися до вершини хмар, поблизу слухачів, щоб зустріти Джадо, який був батьком свого сина. Однак після прибуття він застає співтовариство слухачів, яке охоплене великою суперечкою. Насправді, вони з сумом усвідомлюють, що до їхнього світу наближається жахлива загроза: гігантське і жахливе небуття, яке знищує сонячні промені, вони дали йому назву «Руйнівник».
Хоча Тідонел не знав цього, ці новини вже дісталися старших батьків, глибоко в Тирі. Після цього організовується нарада, щоб оцінити наявність можливостей для втручання або порятунку. В результаті безуспішних спроб звернутися до Руйнівника, розглядається можливість відмови від планети шляхом масового психічного перенесення. Фактично, це може бути частиною порятунку Тири, але це також приведе до вчинення злочину, який вони вважають найбільш огидним: крадіжка життя.
Незважаючи на це, вирішено відмовитися від цього кроку, і лише Гіадот та Тидонель позитивно оцінюють можливість виконати стрибок у свідомості істот на іншій планеті. Це, очевидно, Земля, а залучені істоти — це ті, хто беруть участь в експерименті Доктора Кетледжа. У той момент, коли тирійці займають тіла на Землі, відповідні люди опиняються на Тирі. Порятунок мешканців Тирі в такому разі юуде відбуватися за рахунок невідомих мешканців Землі.
Тивонель, Джіадот, високий отець Хіґран здійснюють цей крок, інші ж твердо протистоять цьому випадку, але в умовах погіршення ситуації на планеті група повстанців вирішує спробувати за будь-яку ціну здійснити стрибок, так що практично всі, хто бере участь у цьому експерименті на Землі опиняються без їх згоди на Тирі, але Маргарет Омалі, Тед Йост і Джіадот опиняються в пастці на Руйнівнику, який поступово зацікавився зв'язком між двома світами.
Чоловіки та жінки, які прибули до Тирі, опиняються у вмираючому світі, який зазнає серйозних потрясінь, у чужорідних тілах, якими намагаються керувати, через дії Тивонеля, разом з іншими тірійцями. Тим не менш, чим більше вони ознайомлюються з новими формами, тим більше вони знаходять спокій та задоволення, яке не належало їхньому існуванню на Землі. Однак кінець, крім верстатів, і там, здається, немає шансів втекти, до втручання одного і того ж руйнівника, очолюваного Маргарет Омалі, щоб врятувати їх. Проте водночас вони не можуть й втекти з цього світу до приходу Руйнівника, єдина надія — прихід Маргарет Омалі, яка зможе їх врятувати.
Руйнівник, був одним з багатьох подібних об'єктів, створений, по суті, стримати галактичний вогонь, який загрожував знищити життя. Однак з часом він втратив місію й забув своє основне зобов'язання: захищати живих істот, яких зустрічає. Люди, які вижиди, й тирійці потім психічно переносяться в організм руйнівника; разом вони зможуть «приборкати» його і забезпечити нове співіснування.

## ЛГБТ мотиви
Еліс Шелдон (псевдонім — Джеймс Тіптрі-молодший) піднімає в романі складні проблеми, включаючи фемінізм, жіноча гомосексуальність та гендерну ідентичність. Спочатку тирійське суспільство ставить під сумнів гендерні ролі, після того як вони залишили Землю: серед тирійців це були ті чоловіки, які мали нащадків, а істота  на ім'я «Батько» забезпечував соціальне переважання. Існує також феміністський рух, який прагне саме до набуття права на виховання дітей. Окрім цього, під час психічного обміні, чоловіки та жінки з Землі переносяться в тіла чоловіків, жінок та дітей на Тирі з іноді невідповідними статями. Під час цього нового досвіду головні герої не відчувають тривогу. Нарешті, останній перехід у тіло «Руйнівника» звільняє від усіх фізичних тіл та характеристик, які відповідають гендерним ролям.

## Публікації
- James Tiptree Jr. Up the Walls of the World. — Berkley/Putnam, 1978.